# Univerzita v Lille

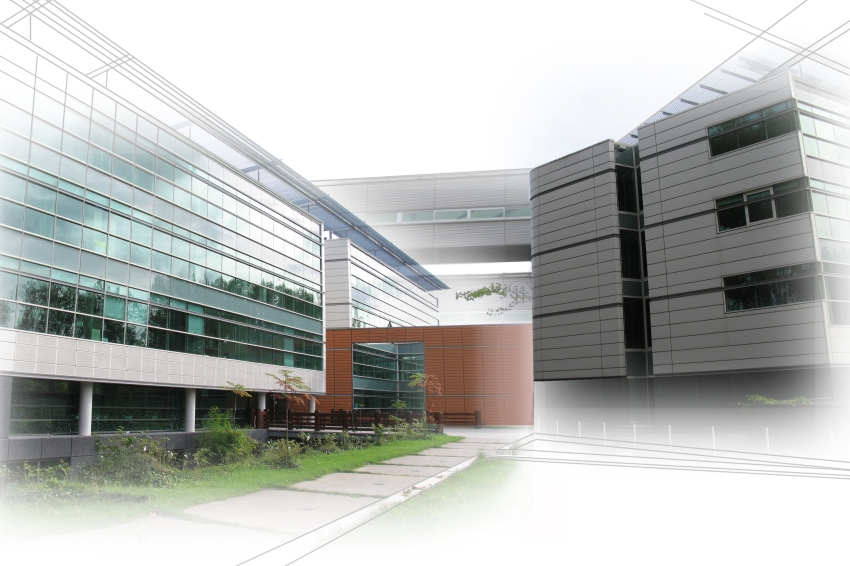
Université Lille Nord de France

Univerzita v Lille (francouzsky Université Lille Nord de France) byla založena v roce 1562.[zdroj?]

## Fakulty
- Campus Lille I : Věda, Technologie - Univerzita Lille I, Technologický institut École centrale de Lille
- Campus Lille II : Lékařství, Právo
- Campus Lille III : Humanitní a společenské vědy
- Campus Artois
- Campus Littoral
- Campus Valenciennes.

## Významní pedagogové a absolventi
Charles Barrois, Émile Borel, Pierre Bourdieu, Joseph Boussinesq, Albert Calmette, René Cassin, Henri Cartan, Albert Châtelet, Jean Delannoy, Paul Dubreil, Camille Guérin, Étienne Gilson, Vladimir Jankélévitch, Pierre Macherey, Szolem Mandelbrojt, Benoît Mandelbrot, Henri Padé, Paul Painlevé, Louis Pasteur, Ernest Vessiot.